# Zapasy na Letnich Igrzyskach Olimpijskich 1996 – kategoria do 62 kg w stylu klasycznym
Zmagania mężczyzn do 62 kg to jedna z dziesięciu męskich konkurencji w zapasach w stylu klasycznym rozgrywanych podczas Letnich Igrzysk Olimpijskich 1996. Pojedynki w tej kategorii wagowej odbyły się w dniach 22 – 23 lipca.

## Klasyfikacja[1]
| Pozycja | Nazwisko             | Kraj              |
| ------- | -------------------- | ----------------- |
| 1       | Włodzimierz Zawadzki | Polska            |
| 2       | Juan Luis Marén      | Kuba              |
| 3       | Mehmet Akif Pirim    | Turcja            |
| 4       | Koba Guliaszwili     | Gruzja            |
| 5       | Iwan Iwanow          | Bułgaria          |
| 6       | Hryhorij Kamyszenko  | Ukraina           |
| 7       | Mychitar Manukian    | Armenia           |
| 8       | Siergiej Martynow    | Rosja             |
| 9       | Choi Sang-seon       | Korea Południowa  |
| 10      | David Zuniga         | Stany Zjednoczone |
| 11      | Ahad Pazadż          | Iran              |
| 12      | Hu Guohong           | Chiny             |
| 13      | Igor Pietrienko      | Białoruś          |
| 14      | Usama Aziz           | Szwecja           |
| 15      | Marco Sánchez        | Portoryko         |
| 16      | Bahodir Qurbonov     | Uzbekistan        |
| 17      | Aristidis Rumbenian  | Grecja            |
| 18      | Ainsley Robinson     | Kanada            |
| 19      | Winston Santos       | Wenezuela         |

## Zasady[2]
- TO — Łopatki
- PP — Na punkty (Pokonany zdobył punkty)
- PO — Na punkty (Pokonany bez punktów)
- PA — Kontuzja
- ST — Przewaga (10 punktów różnicy, pokonany bez punktów)
- SP — Przewaga (10 punktów różnicy, pokonany zdobył punkty)

## Wyniki

### Runda 1
|                      | Wynik |                   | Punkty |
| 1/16                 | 1/16  | 1/16              | 1/16   |
| -------------------- | ----- | ----------------- | ------ |
| Aristidis Rumbenian  | 1–4   | Koba Guliaszwili  | 1–3 PP |
| Włodzimierz Zawadzki | 4–3   | Igor Pietrienko   | 3–1 PP |
| Marco Sánchez        | 5–6   | Usama Aziz        | 1–3 PP |
| Mychitar Manukian    | 11–0  | Hu Guohong        | 4–0 ST |
| Hryhorij Kamyszenko  | 10–0  | Winston Santos    | 4–0 ST |
| Iwan Iwanow          | 1–1   | Mehmet Akif Pirim | 3–1 PP |
| David Zuniga         | 3–2   | Ainsley Robinson  | 3–1 PP |
| Choi Sang-seon       | 0–3   | Siergiej Martynow | 0–3 PO |
| Juan Luis Marén      | 5–2   | Ahad Pazadż       | 3–1 PP |
| Bahodir Qurbonov     |       | Bez walki         |        |

### Runda 2
|                      | Wynik |                     | Punkty |
| 1/8                  | 1/8   | 1/8                 | 1/8    |
| -------------------- | ----- | ------------------- | ------ |
| Bahodir Qurbonov     | 3–10  | Koba Guliaszwili    | 1–3 PP |
| Włodzimierz Zawadzki | 3–1   | Usama Aziz          | 3–1 PP |
| Mychitar Manukian    | 2–3   | Hryhorij Kamyszenko | 1–3 PP |
| Iwan Iwanow          | 3–1   | David Zuniga        | 3–1 PP |
| Siergiej Martynow    | 4–5   | Juan Luis Marén     | 1–3 PP |
| Repasaże             |       |                     |        |
| Aristidis Rumbenian  | 1–3   | Igor Pietrienko     | 1–3 PP |
| Marco Sánchez        | 3–8   | Hu Guohong          | 1–3 PP |
| Winston Santos       | 0–5   | Mehmet Akif Pirim   | 0–3 PO |
| Ainsley Robinson     | 0–7   | Choi Sang-seon      | 0–3 PO |
| Ahad Pazadż          |       | Bez walki           |        |

### Runda 3
|                     | Wynik |                      | Punkty |
| 1/4                 | 1/4   | 1/4                  | 1/4    |
| ------------------- | ----- | -------------------- | ------ |
| Koba Guliaszwili    | 1–3   | Włodzimierz Zawadzki | 1–3 PP |
| Hryhorij Kamyszenko |       | Bez walki            |        |
| Iwan Iwanow         |       | Bez walki            |        |
| Juan Luis Marén     |       | Bez walki            |        |
| Repasaże            |       |                      |        |
| Ahad Pazadż         | 6–2   | Igor Pietrienko      | 4–0 TO |
| Hu Guohong          | 1–3   | Mehmet Akif Pirim    | 1–3 PP |
| Choi Sang-seon      | 11–1  | Bahodir Qurbonov     | 4–1 SP |
| Usama Aziz          | 0–4   | Mychitar Manukian    | 0–3 PO |
| David Zuniga        | 6–6   | Siergiej Martynow    | 1–3 PP |

### Runda 4
|                      | Wynik    |                     | Punkty   |
| Półfinał             | Półfinał | Półfinał            | Półfinał |
| -------------------- | -------- | ------------------- | -------- |
| Włodzimierz Zawadzki | 8–2      | Hryhorij Kamyszenko | 3–1 PP   |
| Iwan Iwanow          | 1–4      | Juan Luis Marén     | 1–3 PP   |
| Repasaże             |          |                     |          |
| Ahad Pazadż          | 0–4      | Mehmet Akif Pirim   | 0–3 PO   |
| Choi Sang-seon       | 0–5      | Mychitar Manukian   | 0–4 TO   |
| Siergiej Martynow    | 2–7      | Koba Guliaszwili    | 1–3 PP   |

### Runda 5
|                   | Wynik    |                   | Punkty   |
| Repasaże          | Repasaże | Repasaże          | Repasaże |
| ----------------- | -------- | ----------------- | -------- |
| Mehmet Akif Pirim | 9–4      | Mychitar Manukian | 3–1 PP   |
| Koba Guliaszwili  |          | Bez walki         |          |

### Runda 6
|                     | Wynik    |                   | Punkty   |
| Repasaże            | Repasaże | Repasaże          | Repasaże |
| ------------------- | -------- | ----------------- | -------- |
| Hryhorij Kamyszenko | 1–2      | Mehmet Akif Pirim | 1–3 PP   |
| Koba Guliaszwili    | 3–1      | Iwan Iwanow       | 3–1 PP   |

### Finały[12]
|                      | Wynik            |                   | Punkty           |
| O siódme miejsce     | O siódme miejsce | O siódme miejsce  | O siódme miejsce |
| -------------------- | ---------------- | ----------------- | ---------------- |
| Mychitar Manukian    | WO               | Siergiej Martynow | 4–0 PA           |
| O piąte miejsce      |                  |                   |                  |
| Hryhorij Kamyszenko  | 0–3              | Iwan Iwanow       | 0–3 PO           |
| O brązowy medal      |                  |                   |                  |
| Mehmet Akif Pirim    | 9–0              | Koba Guliaszwili  | 3–0 PO           |
| Finał                |                  |                   |                  |
| Włodzimierz Zawadzki | 3–1              | Juan Luis Marén   | 3–1 PP           |